# Viver y Serrateix
Viver y Serrateix (en catalán y oficialmente Viver i Serrateix) es un municipio español de la provincia de Barcelona, en la comunidad autónoma de Cataluña. Ubicado en la comarca del Bergadá, tiene una población de 175 habitantes (INE 2024).

## Historia
Se formó a mediados del siglo XIX por la unión de los municipios de Serrateix y Viver. Poco después se unieron también Mondrán y Pujol de Planes. El término municipal incluye diversas masías diseminadas, algunas de los siglos XIII y XIV. Durante buena parte de la segunda mitad del siglo XIX el municipio se llamó simplemente Viver.
Hasta la reforma de la nomenclatura municipal de 1916 el municipio se llamaba simplemente Viver. En dicha fecha su nombre fue modificado por el de Viver y Serrateix.

## Economía
La principal actividad económica es la ganadería, sobre todo de ganado ovino y algunos rebaños de cabras. La agricultura se centra en el cultivo de cereales de secano, básicamente trigo, centeno y cebada. 

## Demografía
Viver y Serrateix cuenta con una población de 175 habitantes (INE 2024).
| Gráfica de evolución demográfica de Viver y Serrateix entre 1857 y 2021 |
| |
| Población de derecho según los censos de población del INE. Población de hecho según los censos de población del INE.En estos censos se denominaba Viver: 1857, 1860, 1877, 1887, 1897, 1900 y 1910. Entre el censo de 1857 y el anterior, crece el término del municipio porque incorpora a Mondrán y Pujol de Planes. Entre el censo de 1857 y el anterior, aparece este municipio porque se fusionan los municipios Serrateix y Viver. |

| 1900 | 1930 | 1950 | 1970 | 1981 | 1986 |
| ---- | ---- | ---- | ---- | ---- | ---- |
| 479  | 669  | 622  | 538  | 235  | 238  |

## Cultura

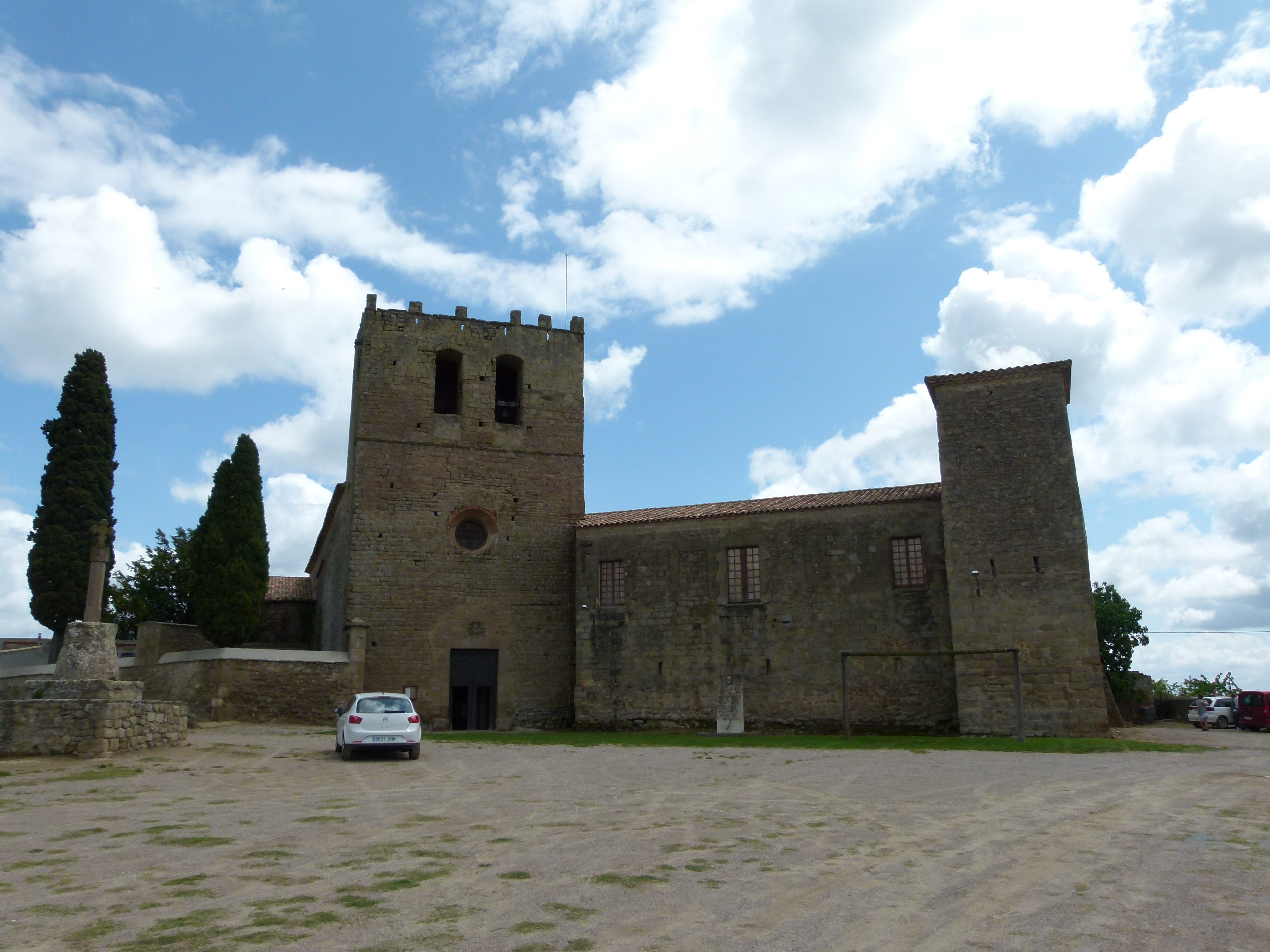
Monasterio de Santa María de Serrateix

La iglesia parroquial de Serrateix corresponde a la que fuera la segunda iglesia del antiguo monasterio de Santa María de Serrateix. Es un edificio de estilo románico que conserva uno de los tres ábsides originales. Tiene forma de cruz latina. El claustro es neoclásico del siglo XVIII. Cerca del pueblo se encuentra la iglesia prerománica de San Pedro, cerrada al culto y que se utiliza como sede del ayuntamiento. 
El pueblo de Viver está organizado alrededor de la iglesia de San Miguel, consagrada en el 1187. El edificio que puede verse hoy en día fue construido en el siglo XVII. Es de estilo renacentista con mezclas de gótico tardío. El campanario se erigió en 1798. Los barones de Viver tenían aquí su castillo, documentado ya en 1187. Conservaron la baronía hasta mediados del siglo XVII cuando la vendieron a los señores de Rajadell.